# Pascual Guzmán Pajarón
Pascual Guzmán Pajarón (València, 1851 - 1923) fou un advocat i polític valencià, alcalde de València i diputat a les Corts Espanyoles durant la restauració borbònica.

## Biografia
Llicenciat en dret, milità al Partit Conservador i el 1884 fou elegit diputat provincial de València pel districte de Sant Vicent-Torrent de la ciutat de València. A les eleccions generals espanyoles de 1899 fou elegit diputat pel districte d'Enguera, ocupant l'alcaldia de València del 13 de març a l'u de juliol de 1899, i a les eleccions generals espanyoles de 1903 ho fou pel de Torrent. El juliol de 1903 va rebre la Gran Creu d'Isabel la Catòlica, raó per la qual, en virtut de l'article 208 del Reglament del Congrés dels Diputats, va cessar com a diputat.